# Pighammer
Pighammer — єдиний сольний альбом американського музиканта Вейна Статіка, випущений 4 жовтня 2011 року на лейблі Dirthouse Records. Він дебютував під номером 97 у Billboard 200 із продажами за перший тиждень у 4700 примірників. 
Альбом є останньою роботою музиканта.

## Концепція
Статік пояснив концепцію альбому:
«Концепція «Pighammer» викликає в уяві химерні образи. Це про божевільного пластичного хірурга з фетишем на свиней, який любить перетворювати гарячих дівчат на свиней. Це повна протилежність тому, що робив би пластичний хірург. Він має при собі божевільний пристрій-молоток, виготовлений із свинячої лапки. Зображення хірурії на компакт-диску – це лише темна комедійна візуалізація справжньої теми альбому, якою є моя трансформація.»
Слово «Трансформація» має на увазі його рішення припинити вживання наркотиків у 2009 році  Статік написав альбом як данину своєму новому життю без наркотиків, сподіваючись надихнути інших також очиститися. 

## Список композицій
| #     | Назва                          | Тривалість |
| ----- | ------------------------------ | ---------- |
| 1.    | «Pighammer»                    | 0:28       |
| 2.    | «Around the Turn»              | 2:27       |
| 3.    | «Assassins of Youth»           | 3:13       |
| 4.    | «Thunder Invader»              | 4:47       |
| 5.    | «Static Killer»                | 5:06       |
| 6.    | «She»                          | 3:30       |
| 7.    | «Get It Together»              | 3:33       |
| 8.    | «Chrome Nation»                | 3:33       |
| 9.    | «Shifter»                      | 4:03       |
| 10.   | «Slave»                        | 4:09       |
| 11.   | «The Creatures Are Everywhere» | 4:26       |
| 12.   | «Behind the Sky»               | 2:54       |
| 42:04 |                                |            |

## Учасники запису
- Вейн Статік – вокал, усі інструменти, продюсер
- Тера Рей – додатковий вокал
- Джек Кінер – інженерія та зведення
- Неллі Реккіа – фотографія та макіяж

## Чарти
| Чарт (2011)                                  | Найвища позиція |
| -------------------------------------------- | --------------- |
| US Billboard 200                             | 97              |
| US Top Hard Rock Albums (Billboard)          | 7               |
| US Top Independent Albums (Billboard)        | 16              |
| US Top Rock & Alternative Albums (Billboard) | 22              |